# Corythoxestis pentarcha
Corythoxestis pentarcha is een vlinder uit de familie mineermotten (Gracillariidae). De wetenschappelijke naam van deze soort is voor het eerst geldig gepubliceerd in 1922 door Meyrick.
De soort komt voor in tropisch Afrika.